# Chrysopilus proximus
Chrysopilus proximus är en tvåvingeart som först beskrevs av Walker 1848.  Chrysopilus proximus ingår i släktet Chrysopilus och familjen snäppflugor. Inga underarter finns listade i Catalogue of Life.